# Blinded (Fernsehserie)
Blinded ist eine schwedische Fernsehserie über einen Finanzskandal im Stockholmer Bankenwesen. Die Serie wurde von Drehbuchautor Jesper Harrie basierend auf dem gleichnamigen Roman Fartblinda der Finanzjournalistin Carolina Neurath adaptiert. In den Hauptrollen sind Julia Ragnarsson und Matias Varela zu sehen.
Sie wurde in Schweden erstmals ab dem 19. August 2019 bei C More veröffentlicht. Die Deutschlandpremiere folgte bei Sat.1 emotions am 23. März 2020.

## Handlung
Die Journalistin Bea Farkas stößt im Stockholmer Finanzsektor auf fragwürdige Machenschaften im Bankgeschäft. Bei ihrer Recherche entdeckt sie Widersprüche im Zusammenhang mit unerklärlich geringen Kreditverlusten der ST Bank und dass diese im Quartalsbericht nur vage erwähnt werden. Die Bank behauptet hingegen absolut solide zu sein und der jüngst veröffentlichte Bericht übertrifft alle Erwartungen. Ihre Arbeit wird durch ihre Affäre mit dem verheirateten Peder Rooth, dem CEO der Bank, erschwert. Der anscheinend mehr weiß, als er bereit ist zuzugeben. Farkas erhält anonyme Emails mit der Behauptung, dass die Kreditverluste der Bank weitaus höher als offiziell verlautbart ausfallen und somit Rooth vor der Presse gelogen hätte. Sie ist dabei die Wahrheit über die ST Bank und damit einen gewaltigen Finanzbetrug aufzudecken.

## Besetzung und Synchronisation
Die Synchronisation wurde von der DMT - Digital Media Technologie GmbH aus Hamburg unter der Regie von Jörn Linnenbröker und mit den Dialogbüchern von Christos Topulos übernommen.
| Rollenname       | Schauspieler           | Synchronsprecher      |
| ---------------- | ---------------------- | --------------------- |
| Beatrice Farkas  | Julia Ragnarsson       | Jannika Jira          |
| Peder Rooth      | Matias Varela          | Daniel Schütter       |
| Sophie Rooth     | Julia Dufvenius        | Kristina von Weltzien |
| Markus Thulin    | Albin Grenholm         | David Berton          |
| Hampus Rooth     | Vincent Wettergren     | Tom Wiedemann         |
| Bjarne Rasmussen | Christian Wennberg     | Rasmus Borowski       |
| Nina Vojnovic    | Lisette T. Pagler      | Nadine Schreier       |
| Anders Rapp      | Johan Kjellgren        | Achim Buch            |
| Carl Rehnskiöld  | Edvin Endre            | Alexander Merbeth     |
| Otto Rehnskiöld  | Claes Månsson          | Jürgen Holdorf        |
| Eszti Farkas     | Gabriella Repic        | Isabella Grothe       |
| Pierre Eckervik  | Filip Wolfe Sjunnesson | Patrick Stamme        |
| J-A              | Martin Eliasson        | Marek Harloff         |
| Ulf Klingspor    | Peter Eggers           | Ole Jacobsen          |

## Episodenliste

### Staffel 1
| Nr. (ges.) | Nr. (St.) | Deutscher Titel   | Originaltitel | Erstausstrahlung Schweden | Deutschsprachige Erstausstrahlung (D) | Regie        | Drehbuch                      |
| ---------- | --------- | ----------------- | ------------- | ------------------------- | ------------------------------------- | ------------ | ----------------------------- |
| 1          | 1         | Drittes Quartal   | Q3            | 19. Aug. 2019             | 23. März 2020                         | Jens Jønsson | Jesper Harrie                 |
| 2          | 2         | Der Verrat        | MMV           | 19. Aug. 2019             | 23. März 2020                         | Jens Jonsson | Jonas Bonnier, Jesper Harrie  |
| 3          | 3         | All In            | All In        | 27. Aug. 2019             | 30. März 2020                         | Jens Jonsson | Jesper Harrie                 |
| 4          | 4         | Farkas            | Farkas        | 3. Sep. 2019              | 30. März 2020                         | Johan Lundin | Jesper Harrie, Maria Karlsson |
| 5          | 5         | Die Jagd          | Jakten        | 10. Sep. 2019             | 6. Apr. 2020                          | Johan Lundin | Jesper Harrie                 |
| 6          | 6         | 48 Stunden        | 48 Timmar     | 17. Sep. 2019             | 6. Apr. 2020                          | Johan Lundin | Jesper Harrie, Maria Karlsson |
| 7          | 7         | Abschied          | Avsked        | 24. Sep. 2019             | 13. Apr. 2020                         | Jens Jonsson | Jonas Bonnier, Jesper Harrie  |
| 8          | 8         | Die großen Fische | Elefanterna   | 1. Okt. 2019              | 13. Apr. 2020                         | Jens Jonsson | Jesper Harrie                 |

### Staffel 2
| Nr. (ges.) | Nr. (St.) | Deutscher Titel      | Originaltitel | Erstausstrahlung Schweden | Deutschsprachige Erstausstrahlung (D) | Regie                      | Drehbuch                                       |
| ---------- | --------- | -------------------- | ------------- | ------------------------- | ------------------------------------- | -------------------------- | ---------------------------------------------- |
| 9          | 1         | Easy                 | Avsnitt 1     | 16. Mai 2022              | 11. Juli 2022                         | Jens Jonsson               | Erik Hultkvist, Jens Jonsson                   |
| 10         | 2         | Das Dilemma          | Avsnitt 2     | 16. Mai 2022              | 11. Juli 2022                         | Jens Jonsson, Johan Lundin | Erik Hultkvist, Jens Jonsson, Charlotte Lesche |
| 11         | 3         | Malta                | Avsnitt 3     | 23. Mai 2022              | 18. Juli 2022                         | Jens Jonsson               | Erik Hultkvist, Jens Jonsson, Maria Nygren     |
| 12         | 4         | Manöver              | Avsnitt 4     | 30. Mai 2022              | 18. Juli 2022                         | Jens Jonsson               | Erik Hultkvist, Jens Jonsson, Inger Scharis    |
| 13         | 5         | Erwischt             | Avsnitt 5     | 6. Juni 2022              | 25. Juli 2022                         | Johan Lundin, Jens Jonsson | Erik Hultkvist, Jens Jonsson, Inger Scharis    |
| 14         | 6         | Die Entführung       | Avsnitt 6     | 13. Juni 2022             | 25. Juli 2022                         | Johan Lundin, Jens Jonsson | Erik Hultkvist, Jens Jonsson, Maria Nygren     |
| 15         | 7         | Die Entlarvung       | Asvnitt 7     | 20. Juni 2022             | 1. Aug. 2022                          | Jens Jonsson               | Erik Hultkvist, Jens Jonsson, Charlotte Lesche |
| 16         | 8         | Die Veröffentlichung | Avsnitt 8     | 27. Juni 2022             | 1. Aug. 2022                          | Johan Lundin, Jens Jonsson | Erik Hultkvist, Jens Jonsson                   |

## Rezeption und Auszeichnungen
2020 war die Serie beim schwedischen Fernsehpreis Kristallen in der Kategorie Bestes TV-Drama sowie Julia Ragnarsson als Schauspielerin des Jahres und Matias Varela als Schauspieler des Jahres nominiert.
Die Frankfurter Rundschau schreibt, dass die Folgen der Serie ein dicht gewobenes Geschehen, mit manchmal abrupten Sprüngen, bieten würde. Die bewusst widersprüchliche Figur Bea Farkas würde von Julia Ragnarsson überzeugend verkörpert. Die Spannung steige sogar im Verlauf der Geschichte und münde zum Abschluss gar in einem klassischen Thriller-Showdown.

## Produktion und Veröffentlichung
Die Serie basiert auf dem gleichnamigen Roman Fartblinda der Finanzjournalistin und Autorin Carolina Neurath aus dem Jahr 2016. Es handelt sich dabei um eine fiktive Geschichte, die von wahren Begebenheiten inspiriert ist. So gab es 2010 einen echten Finanzskandal, der die schwedische private HQ Bank betraf. Die Bank hatte im Wertpapierhandel Milliarden an Schwedischen Kronen verloren und die Verluste in ihren Berichten verschleiert, nachdem sie zuvor noch zur besten schwedischen Privatbank gekürt wurde.
Die Filmrechte sicherte sich die Produktionsfirma FLX. Als Regisseur agiert neben Jens Jonsson für einzelne Episoden auch Johan Lundin. Das Drehbuch wurde überwiegend von Autor Jesper Harrie zusammen mit Maria Karlsson und Jonas Bonnier geschrieben. Die Dreharbeiten zur ersten Staffel begannen im Herbst 2018. Am 19. August 2019 startete die Serie beim schwedischen Streamingdienst C More und am 2. September 2019 im linearen Programm bei TV4. Die Dreharbeiten zur zweiten Staffel waren im Sommer 2021. Die Folgen feierten ihre Premiere im Mai 2022 bei C More.
Die deutsche Veröffentlichung der ersten Staffel begann am 23. März 2020 bei Sat. 1 emotions. Ab 18. Juli 2022 wurde die zweite Staffel bei Sat.1 emotions gezeigt. Die deutsche Erstausstrahlung im Free-TV war am 9. März 2021 bei One.